# Asiaephorus extremus
Asiaephorus extremus là một loài bướm đêm thuộc họ Pterophoridae. Nó được tìm thấy ở Mindanao.
Sải cánh dài khoảng 16 mm. Con trưởng thành bay vào tháng 8.

## Từ nguyên học
Tên loài diễn tả quá trình cucullar rất lâu trong cơ quan sinh dục nam.